# Клан Крайтон
Крайтоны (скотс Crichtons) — шотландская дворянская семья, члены которой активно участвовали в междоусобных и гражданских войнах в Шотландии в период малолетства короля Якова II, стремясь установить контроль над королевской администрацией.
Земли Крайтон являются одним из самых ранних баронств около Эдинбурга и упоминаются уже в документах начала XII века. Турстан де Крештюн в 1128 году был свидетелем земельных пожалований Давида I аббатству Холируд. Томас де Крайтон принёс вассальную присягу Эдуарду I Английскому в 1296 году. Томас имел трёх сыновей, каждый из которых расширил семейные владения. Уильям, его второй сын, женился на Изабель де Росса, наследнице баронства Санквар в Дамфрисшире. Его потомок, сэр Роберт Крайтон из Санквара, в 1464 году был шерифом Дамфриса и коронером (наместником короля) в Нитсдэйле в 1468—1469 годах. В 1487 году его старшему сыну Роберту Яков III пожаловал титул пэра и лорда Крайтона из Санквара.
Сэр Уильям Крайтон, другой потомок Томаса де Крайтона, один из приближённых Якова I, стал в конце правления этого короля комендантом и шерифом Эдинбурга. Неожиданная смерть Якова I от рук заговорщиков в 1437 году открыла широкие возможности для Уильяма Крайтона. Он захватил ребёнка-короля и установил тем самым контроль над королевской администрацией. Правда вскоре, Яков II с помощью королевы Джоанны бежал из Эдинбурга в Стерлинг под охрану сэра Александра Ливингстона. Это послужило толчком к длительной борьбе за контроль над особой молодого короля и власть в стране между семьями Крайтонов и Ливингстонов. Незадолго до смерти регента страны Арчибальда, 5-го графа Дугласа в 1439 году Уильям Крайтон был назначен канцлером Шотландии.
Временно примирившись с Ливингстонами и поделив с ними посты в королевской администрации, Уильям Крайтон стал в 1440 году одним из организаторов убийства молодого графа Уильяма Дугласа в Эдинбургском замке («Чёрный обед»), влияние которого угрожало позициям Крайтонов.
К 1444 году вся полнота власти в стране сосредоточилась в руках Ливингстонов, поддержанных новым графом Дугласом. Попытки Крайтонов, поддержанных королевой Джоанной и епископом Кеннеди, свергнуть режим Ливингстонов—Дугласов успехом не увенчались. Тем не менее Уильям Крайтон сохранил за собой Эдинбургский замок и вскоре пошёл на примирение с правительством. Позже он получил титул пэра и лорда Крайтона из Крайтона.
В 1450 году, после того как король Яков II взял власть в свои руки и отстранил Ливингстонов от управления страной, Уильям Крайтон вновь получил пост канцлера Шотландии. Вместе со своим двоюродным братом, Джорджем Крайтоном, адмиралом Шотландии, Уильям стал одним из инициаторов разгрома королём дома Дугласов. В 1452 году Яков II присвоил Джорджу Крайтону титул графа Кейтнесса, а сын канцлера Джеймс стал графом Морейским. Однако в 1454 году оба графа и сам канцлер Крайтон неожиданно скончались, закончив тем самым период доминирования в высших органах власти Шотландии мелкопоместного дворянства.
Второй лорд Крайтон благодаря браку получил баронство Френдрогт в Банфшире. Третий лорд присоединился к восстанию герцога Олбани против его царственного брата, Якова III, и после подавления восстания владения Крайтона были конфискованы за измену.
Возможно самым знаменитым Крайтоном был Джеймс, сын Лорда-Хранителя Шотландии при королеве Марии и её сыне Якове VI. Он был прозван изумительным (the Admirable), и говорят, что уже в 20 лет он очень много знал и мог говорить и писать по крайней мере на 10 языках. Он был также превосходным наездником и опасным фехтовальщиком. 50 докторов задали ему свои сложные вопросы, на которые он легко ответил, а на следующий день посетил общественный рыцарский поединок и стал чемпионом области. Герцог Мантуи был столь впечатлён его навыками, что пригласил его стать наставником его сыну Винченцо. В 1582 году на карнавале Крайтон был атакован отрядом скрытых под масками бандитов, которые с удивлением обнаружили, что его репутация не была лишь тщеславием. Он быстро убил пятерых нападавших и хотел было уже прикончить и шестого, как обнаружил, что его противником был молодой ученик, Винченцо. От удивления он опустил свою шпагу, и Винченцо нанёс ему удар прямо в сердце.
Другой Джеймс Крайтон в 1642 году получил звание пэра Шотландии и титул виконта Френдрогта. Ныне резиденция главы семейства находится в замке Монзи около Криффа.